# دو دراپ (کالیفرنیا)
دو دراپ (به انگلیسی: Dew Drop) یک منطقه ثبت‌نشده در شهرستان نوادا، ایالت کالیفرنیا است و در ارتفاع ۴۴۴ متری سطح دریا قرار دارد. این منطقه در ۴٫۸ کیلومتری شمال هیگینز کرنر واقع شده.